# ویرانه‌ها (آلبوم گروپر)
ویرانه‌ها (به انگلیسی: Ruins) دهمین آلبوم استودیویی از موسیقی‌دان آمریکایی لیز هریس می‌باشد که تحت نام هنری گروپر منتشر شده‌است. این آلبوم در ۳۱ اکتبر سال ۲۰۱۴ از سوی کرانکی منتشر گردید.